# Antonina Kłoskowska
Antonina Kłoskowska (ur. 7 listopada 1919 w Piotrkowie Trybunalskim, zm. 12 lipca 2001) – polska socjolog, profesor Uniwersytetu Łódzkiego oraz Warszawskiego, członek rzeczywisty Polskiej Akademii Nauk.

## Życiorys
W 1948 ukończyła studia socjologiczne na Uniwersytecie Łódzkim, w 1966 uzyskała tytuł profesora. Kierowała Polskim Towarzystwem Socjologicznym. Od 1973 była członkiem korespondentem, od 1983 członkiem rzeczywistym Polskiej Akademii Nauk, w latach 1990–1995 członkiem jej prezydium. W latach 1981–1983 członkini prezydium Ogólnopolskiego Komitetu Frontu Jedności Narodu. Od 1983 była redaktorem naczelnym kwartalnika „Kultura i Społeczeństwo”. W 1992 została członkinią Rady Kultury przy Prezydencie RP.
Zajmowała się głównie problematyką kultury oraz grup społecznych – szczególnie rodziny. Autorka około 180 prac naukowych.

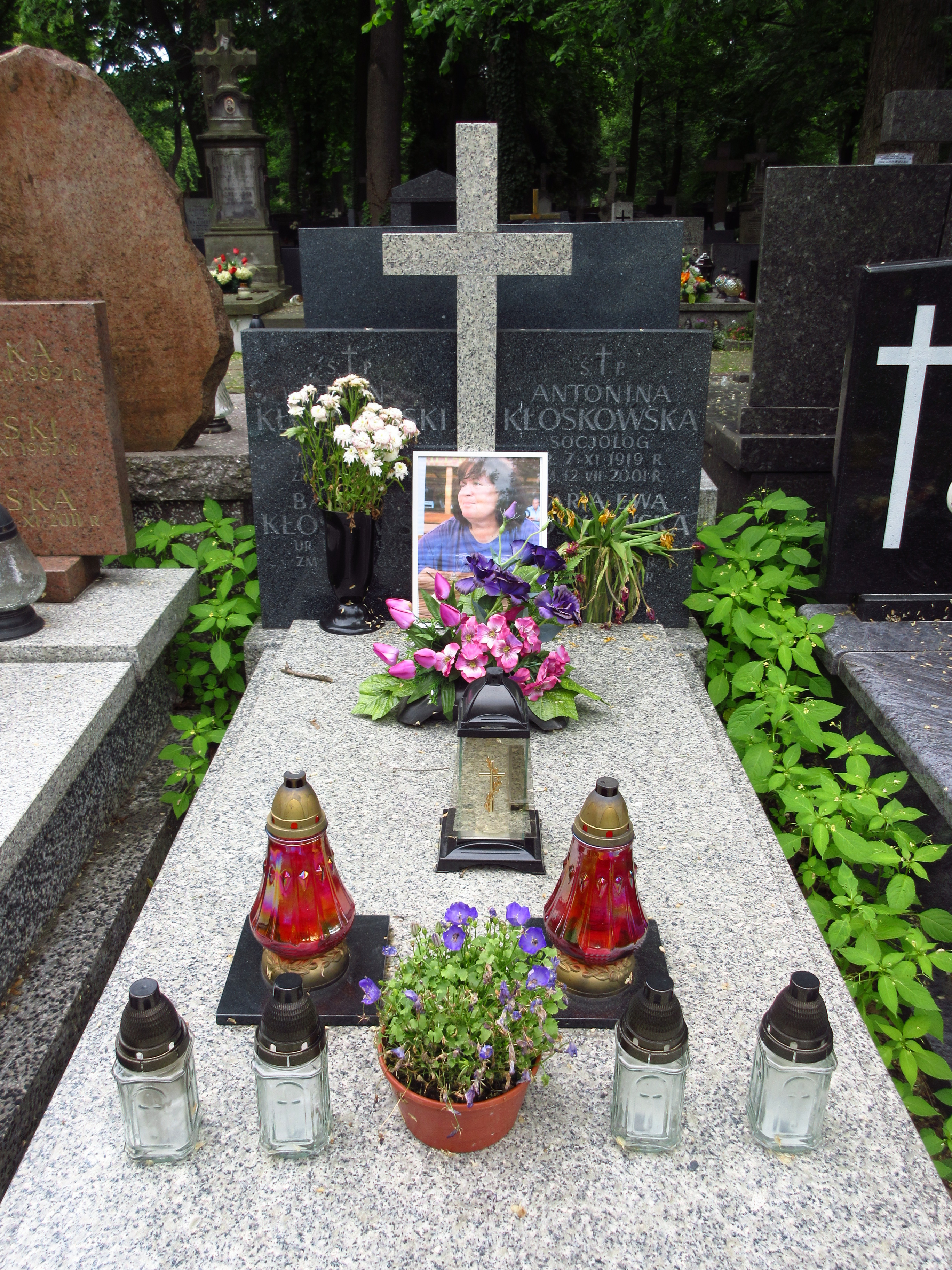
Grób profesor Antoniny Kłoskowskiej na Cmentarzu Bródnowskim.

Pochowana na cmentarzu Bródnowskim w Warszawie (kwatera 27A-2-14).

## Wybrane publikacje
- Kultura masowa. Krytyka i obrona
- Socjologia kultury
- Z historii socjologii kultury
- Edukacja kulturalna a egzystencja człowieka
- Społeczne ramy kultury
- Machiavelli jako humanista na tle włoskiego Odrodzenia (1954)
- Kultury narodowe u korzeni

## Nagrody i odznaczenia[3]
- Nagroda miasta Łodzi (1970)
- liczne nagrody resortowe
- Krzyż Kawalerski Orderu Odrodzenia Polski
- Odznaka tytułu Zasłużony Nauczyciel PRL
- Odznaka Zasłużony Działacz Kultury
- Odznaka tytułu honorowego „Zasłużony dla Kultury Narodowej” (1989)[4]